# Auletta (geslacht)
Auletta is een geslacht van sponsdieren uit de klasse van de Demospongiae (gewone sponzen).

## Soorten
- Auletta andamanensis Pattanayak, 2006
- Auletta aurantiaca Dendy, 1889
- Auletta consimilis Thiele, 1898
- Auletta dendrophora Wilson, 1904
- Auletta elongata Dendy, 1905
- Auletta grantioides Lévi & Vacelet, 1958
- Auletta halichondroides Thiele, 1898
- Auletta krautteri Austin, Ott, Reiswig, Romagosa & McDaniel, 2013
- Auletta lyrata (Esper, 1794)
- Auletta pedunculata (Topsent, 1896)
- Auletta sessilis Topsent, 1904
- Auletta sycinularia Schmidt, 1870
- Auletta tuberosa Alvarez, van Soest & Rützler, 1998
- Auletta tubulosa (Ridley & Dendy, 1886)